# Copa dos Presidentes da AFC de 2012
A Copa dos Presidentes da AFC de 2012 foi a sétima edição do torneio, é uma competição para os clubes de futebol de países classificados como "países emergentes" pela Confederação Asiática de Futebol. Doze equipes disputam o título divididos em três grupos, jogando cada equipe com os outros do seu grupo em turno único. As duas melhores equipes de cada grupo se classificaram para a fase final jogada em sede única.

## Equipes Classificadas
As 12 associações a seguir participaram da Copa dos Presidentes da AFC de 2012.
| Associação    | Equipe                  | Método de Qualificação                             | Part. | Última Part. |
| ------------- | ----------------------- | -------------------------------------------------- | ----- | ------------ |
| Bangladesh    | Sheikh Jamal            | Campeão – 2010–11 Bangladesh League                | 1ª    | –            |
| Butão         | Yeedzin                 | Campeão – 2011 A-Division                          | 3ª    | 2011         |
| Camboja       | Phnom Penh Crown        | Campeão – 2011 Cambodian League                    | 4ª    | 2011         |
| Taiwan        | Taiwan Power CompanyDT  | Campeão – 2011 Intercity Football League           | 5ª    | 2011         |
| Quirguistão   | Dordoi Bishkek          | Campeão – 2011 Kyrgyzstan League                   | 7ª    | 2010         |
| Mongólia      | Erchim                  | Campeão - 2011 Mongolia Super Cup                  | 1ª    | –            |
| Nepal         | Nepal Police Club       | Campeão – 2011 Martyr's Memorial A-Division League | 5ª    | 2011         |
| Paquistão     | KRL                     | Campeão – 2011 Pakistan Premier League             | 2ª    | 2010         |
| Palestina     | Markaz Shabab Al-Am'ari | Campeão – 2010–11 West Bank Premier League         | 1ª    | –            |
| Sri Lanka     | Ratnam                  | Campeão – 2011–12 Kit Premier League               | 4ª    | 2008         |
| Tajiquistão   | Istiqlol                | Campeão – 2011 Tajik League                        | 2ª    | 2011         |
| Turcomenistão | Balkan                  | Campeão – 2011 Ýokary Liga                         | 2ª    | 2011         |

Notas
- A Mongólia foi selecionada para Copa dos Presidentes da AFC de 2012,[3] sendo aprovada a participação pela AFC em novembro de 2011,[2] e com isso estreará na competição.[4]
- Myanmar foi promovido para disputa da Copa da AFC de 2012,[5] sendo aprovada a participação pela AFC em novembro de 2011.[2]
- DT Detentor do título

## Fase de Grupos
Na fase de grupos, as doze equipes são divididas em três grupos de quatro equipes. Cada grupo é jogado em um turno único e em sede única. As duas melhores equipes de cada grupo qualificam-se para a fase final. As equipes são classificadas de acordo com os pontos (3 pontos por vitória, 1 ponto por empate, 0 pontos por uma derrota) e os critérios de desempate são na seguinte ordem:
1. Maior número de pontos obtidos nas partidas entre as equipes em questão (confronto direto);
2. Saldo de gols nos jogos entre as equipes em questão (confornoto direto);
3. Maior número de gols marcados nos jogos entre as equipas em questão (confronto direto);
4. Diferença de gols em todos as partidas do grupo;
5. Maior número de gols marcados em todos os jogos do grupo;
6. Disputa por pênaltis se apenas duas equipes estão envolvidas e ambas estão no campo de jogo;
7. Menor pontuação calculada de acordo com o número de cartões amarelos e vermelhos recebidos nos jogos do grupo: (1 ponto por cada cartão amarelo, 3 pontos para cada cartão vermelho em consequência de dois cartões amarelos, 3 pontos para cada cartão vermelho direto, 4 pontos para cada cartão amarelo seguido de um cartão vermelho direto)
8. Sorteio.

Em 2 de março de 2012, a AFC anunciou que os três anfitriões para a fase de qualificação seriam as equipes: Phnom Penh Crown (Camboja), KRL (Paquistão), e Istiqlol (Tajiquistão).

### Grupo A
- Todas as partidas foram disputadas no Paquistão (hora local UTC+5).

| Time                 | Pts | J | V | E | D | GP | GC | SD |
| -------------------- | --- | - | - | - | - | -- | -- | -- |
| Taiwan Power Company | 4   | 2 | 1 | 1 | 0 | 1  | 0  | +1 |
| KRL                  | 2   | 2 | 0 | 2 | 0 | 0  | 0  | 0  |
| Erchim               | 1   | 2 | 0 | 1 | 1 | 0  | 1  | –1 |

- Sheikh Jamal desistiu de participar, citando preocupação com a segurança em jogar no Paquistão.[8]

| 8 de maio de 2012 | KRL | 0 – 0     | Erchim | Punjab Stadium, Lahore            |
| 20:00             |     | Relatório |        | Público: 500 Árbitro: CHN Wang Di |

| 10 de maio de 2012 | Erchim | 0 – 1 | Taiwan Power Company | Punjab Stadium, Lahore    |
| 20:00              |        |       | Chen Yi-wei 90+3'    | Árbitro: SRI Nivon Robesh |

| 12 de maio de 2012 | KRL | 0 – 0     | Taiwan Power Company | Punjab Stadium, Lahore                     |
| 20:00              |     | Relatório |                      | Público: 500 Árbitro: SYR Masoud Tufaylieh |

### Grupo B
- Todas as partidas foram disputadas no Camboja (hora local UTC+7).

| Time              | Pts | J | V | E | D | GP | GC | SD  |
| ----------------- | --- | - | - | - | - | -- | -- | --- |
| Dordoi Bishkek    | 9   | 3 | 3 | 0 | 0 | 17 | 3  | +14 |
| Phnom Penh Crown  | 6   | 3 | 2 | 0 | 1 | 9  | 1  | +8  |
| Nepal Police Club | 3   | 3 | 1 | 0 | 2 | 5  | 6  | –1  |
| Yeedzin           | 0   | 3 | 0 | 0 | 3 | 2  | 23 | –21 |

| 5 de maio de 2012 | Phnom Penh Crown                                                                                                  | 8 – 0     | Yeedzin | Olympic Stadium, Phnom Penh             |
| 13:30             | Kouch Sokumpheak 20' · Khim Borey 26', 41', 66' · Ouk Sothy 54' · Sos Suhana 61' · Sok Pheng 76' · Hong Pheng 85' | Relatório |         | Público: 3 000 Árbitro: JAP Jumpei Iida |

| 5 de maio de 2012 | Dordoi Bishkek                                     | 5 – 1     | Nepal Police Club  | Olympic Stadium, Phnom Penh                  |
| 16:30             | Murzaev 3', 14', 63' · Sharipov 12' · Baymatov 70' | Relatório | Pandey 45+1' (pen) | Público: 3 000 Árbitro: KSA Fahad Al-Mirdasi |

| 7 de maio de 2012 | Yeedzin                      | 2 – 11 | Dordoi Bishkek                                                                                                   | Olympic Stadium, Phnom Penh                       |
| 13:30             | Chencho 40' · Tshering 90+2' | Report | Murzaev 18', 27', 62', 81', 87' · Askarov 39' · Tetteh 45' · Maka Kum 59' · Anderson 64', 70' · Bekbolotov 90+1' | Público: 978 Árbitro: MAS Nagor Amir Noor Mohamed |

| 7 de maio de 2012 | Nepal Police Club | 0 – 1     | Phnom Penh Crown | Olympic Stadium, Phnom Penh                 |
| 16:30             |                   | Relatório | Khim Borey 21'   | Público: 3 500 Árbitro: QAT Khamis Al Marri |

| 9 de maio de 2012 | Nepal Police Club                          | 4 – 0     | Yeedzin | Army Stadium, Phnom Penh                |
| 13:30             | Silwal 2', 71' · Shrestha 37' · Pandey 49' | Relatório |         | Público: 1 500 Árbitro: JAP Jumpei Iida |

| 9 de maio de 2012 | Phnom Penh Crown | 0 – 1     | Dordoi Bishkek     | Olympic Stadium, Phnom Penh               |
| 16:00             |                  | Relatório | Baymatov 90' (pen) | Público: 5 531 Árbitro: SIN Sukhbir Singh |

### Grupo C
- Todas as partidas foram disputadas no Tajiquistão (hora local UTC+5).

| Time                    | Pts | J | V | E | D | GP | GC | SD |
| ----------------------- | --- | - | - | - | - | -- | -- | -- |
| Istiqlol                | 6   | 2 | 2 | 0 | 0 | 3  | 1  | +2 |
| Markaz Shabab Al-Am'ari | 3   | 2 | 1 | 0 | 1 | 2  | 2  | 0  |
| Balkan                  | 0   | 2 | 0 | 0 | 2 | 2  | 4  | –2 |

- Ratnam desistiu.[9]

| 5 de maio de 2012 | Balkan       | 1 – 2     | Markaz Shabab Al-Am'ari     | Central Republican Stadium, Dushanbe        |
| 16:00             | Çoňkaýew 32' | Relatório | Kaware 59' · Keshkesh 90+2' | Público: 2 000 Árbitro: PAK Shahzad Khurram |

| 7 de maio de 2012 | Markaz Shabab Al-Am'ari | 0 – 1     | Istiqlol     | Central Republican Stadium, Dushanbe |
| 16:00             |                         | Relatório | Ergashev 75' | Público: 7 000 Árbitro: CHN Ma Ning  |

| 9 de maio de 2012 | Istiqlol                      | 2 – 1     | Balkan      | Central Republican Stadium, Dushanbe       |
| 16:00             | Rabiev 41' · Vasiev 79' (pen) | Relatório | Diwanow 66' | Público: 9 000 Árbitro: JAP Yudai Yamamoto |

## Fase Final
A fase final é jogada em sede única. As seis equipes que se classificaram para a fase final serão divididas em dois grupos de três equipes, jogando em turno único. O vencedor de cada grupo qualificam-se para a final decidir o título (tempo extra e pênaltis serão utilizados para decidir o vencedor, se necessário).

Todos os horários em (UTC+5).

### Grupo A
| Equipe           | P | J | V | E | D | GP | GC | SG |
| ---------------- | - | - | - | - | - | -- | -- | -- |
| Istiqlol         | 6 | 2 | 2 | 0 | 0 | 8  | 0  | +8 |
| Dordoi Bishkek   | 3 | 2 | 1 | 0 | 1 | 8  | 2  | +6 |
| Phnom Penh Crown | 0 | 1 | 0 | 0 | 1 | 0  | 8  | –8 |

| 24 de Setembro | Dordoi Bishkek | 0 – 2     | Istiqlol                   | Central Republican Stadium, Dushanbe    |
| 16:00          |                | Relatório | Ergashev 38' · Sodikov 60' | Público: 5 118 Árbitro: JAP Jumpei Iida |

| 26 de Setembro | Phnom Penh Crown | 0 – 8     | Dordoi Bishkek                                                                             | Central Republican Stadium, Dushanbe        |
| 19:00          |                  | Relatório | Baymatov 5', 72', 90' · Tetteh 8' · Kichin 58' · Anderson 63' · Shamshiev 75' · Sataev 83' | Público: 2 132 Árbitro: KSA Fahad Almirdasi |

| 28 de Setembro | Istiqlol                                                                       | 6 – 0     | Phnom Penh Crown | Central Republican Stadium, Dushanbe        |
| 19:00          | Vasiev 26' · Tokhirov 47' · Sharipov 52' · Rabimov 58', 90+1' · Fatkhuloev 76' | Relatório |                  | Público: 9 999 Árbitro: QAT Khamis Al Marri |

### Grupo B
| Equipe                  | P | J | V | E | D | GP | GC | SG |
| ----------------------- | - | - | - | - | - | -- | -- | -- |
| Markaz Shabab Al-Am'ari | 4 | 2 | 1 | 1 | 0 | 6  | 2  | +4 |
| Taiwan Power Company    | 4 | 2 | 1 | 1 | 0 | 4  | 2  | +2 |
| KRL                     | 0 | 2 | 0 | 0 | 2 | 2  | 8  | –6 |

| 24 de Setembro | Taiwan Power Company | 1 – 1     | Markaz Shabab Al-Am'ari | Central Republican Stadium, Dushanbe            |
| 19:00          | Chen Yi-wei 87'      | Relatório | Keshkesh 62'            | Público: 2 078 Árbitro: SRI Nivon Robesh Gamini |

| 26 de Setembro | KRL      | 1 – 3     | Taiwan Power Company                        | Central Republican Stadium, Dushanbe         |
| 16:00          | Adil 88' | Relatório | Ho Ming-tsan 55', 58' · Hung Kai-Chun 90+4' | Público: 1 565 Árbitro: IRQ Masoud Tufayleih |

| 28 de Setembro | Markaz Shabab Al-Am'ari                          | 5 – 1     | KRL       | Central Republican Stadium, Dushanbe    |
| 16:00          | Jamhour 41', 61' · Obaid 54', 56' · Aliwisat 70' | Relatório | Ullah 40' | Público: 1 782 Árbitro: JAP Jumpei Iida |

## Final
| 30 de Setembro | Markaz Shabab Al-Am'ari | 1 – 2     | Istiqlol                  | Central Republican Stadium, Dushanbe          |
| 19:00          | Keshkesh 21'            | Relatório | Ergashev 69' · Vasiev 78' | Público: 19 323 Árbitro: KSA Fahad Al Mirdasi |

## Premiações
| Copa dos Presidentes da AFC de 2012 |
| Tajiquistão                         |
| ----------------------------------- |
| Istiqlol Campeão (1º título)        |